# Deiregyne eriophora
Deiregyne eriophora är en orkidéart som först beskrevs av Benjamin Lincoln Robinson och Jesse More Greenman, och fick sitt nu gällande namn av Leslie Andrew Garay. Deiregyne eriophora ingår i släktet Deiregyne, och familjen orkidéer. Inga underarter finns listade i Catalogue of Life.